# Wo (kana)

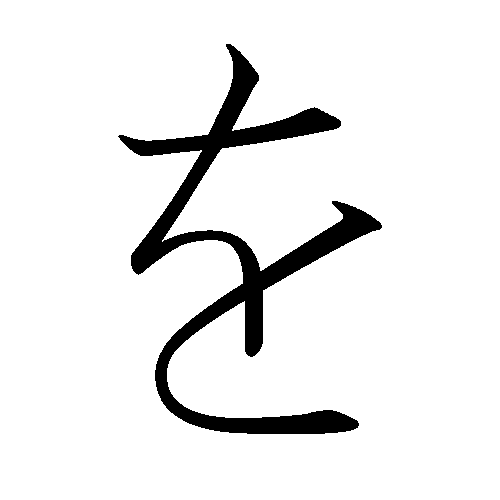
Wo w hiraganie

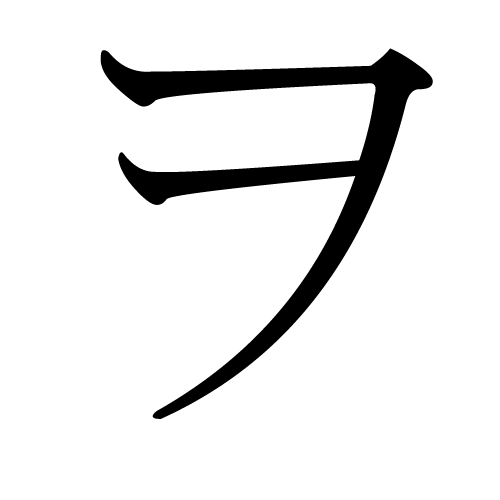
Wo w katakanie

Wo – czterdziesty piąty (dawniej pięćdziesiąty i ostatni) znak japońskich sylabariuszy hiragana (を) i katakana (ヲ). Reprezentuje on sylabę wo (czytaną ło lub o). Pochodzi bezpośrednio od znaków 遠 (wersja w hiraganie) i 乎 (wersja w katakanie).
Znak wo w wersji z hiragany używany jest w gramatyce japońskiej jako partykuła dopełnienia bliższego (odpowiednik biernika w języku polskim):
1. jest odpowiednikiem biernika (kogo?, co?);
2. wskazuje miejsce, gdzie odbywa się jakiś ruch[1].

Natomiast znak wo zapisany w katakanie jest rzadko spotykany i najczęściej zastępowany jest znakiem ウォ.